# Bădeni, Cluj

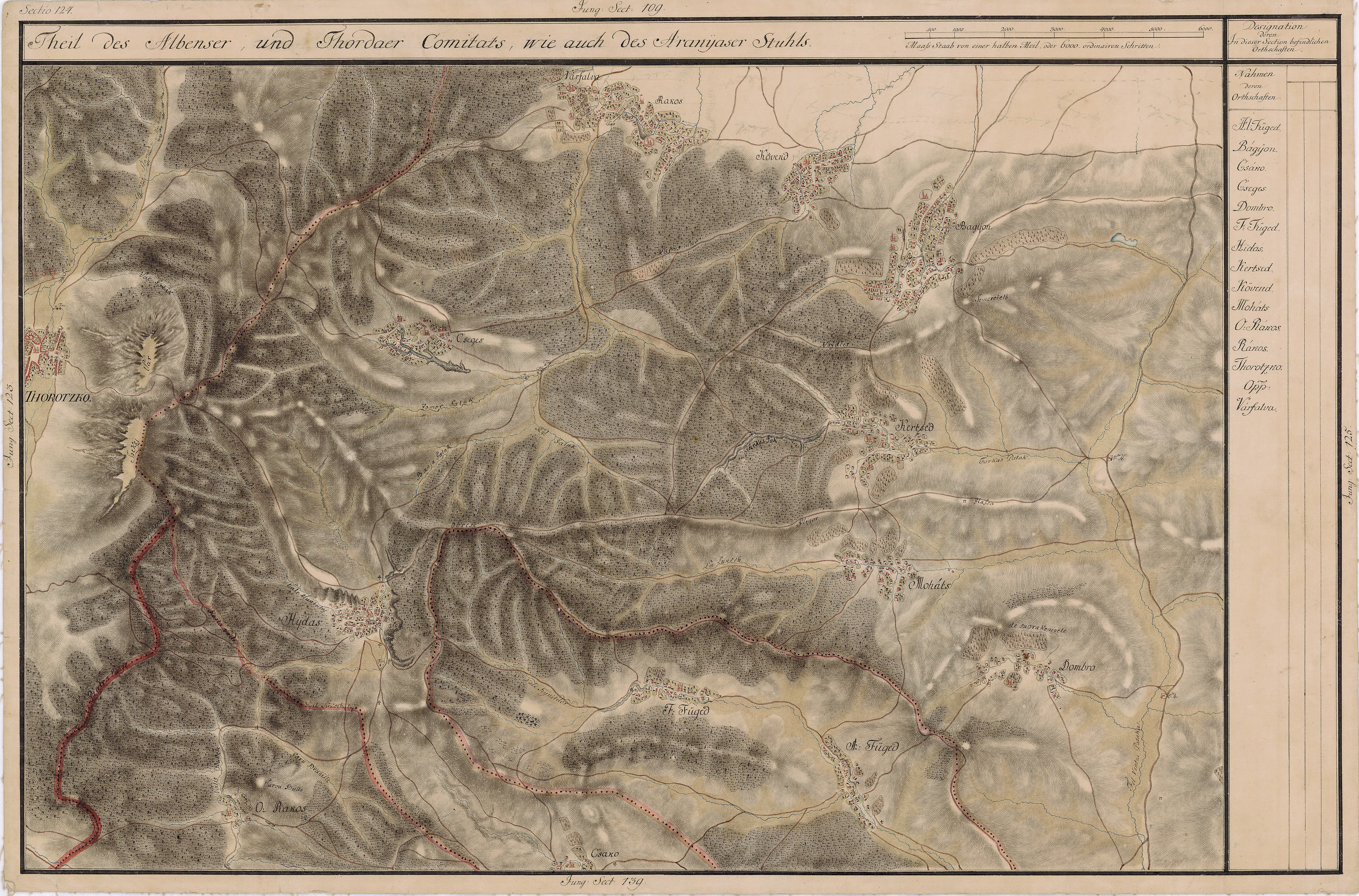
Bădeni (Bagyon) pe Harta Iosefină a Transilvaniei, 1769-1773 (Sectio 124)

Bădeni (în trecut Bagin sau Bagiu; în maghiară Bágyon) este un sat în comuna Moldovenești din județul Cluj, Transilvania, România.
Pe Harta Iosefină a Transilvaniei din 1769-1773 (Sectio 124) apare sub numele de Bagyon.

## Date geografice
Altitudinea medie: 406 m.
Pe teritoriul acestei localități se găsesc izvoare sărate.

## Istoric
Următoarele obiective au fost înscrise pe Lista monumentelor istorice din județul Cluj, elaborată de Ministerul Culturii din România în anul 2015:
- Situl arheologic din punctul "Movila Dâmb" (cod LMI CJ-I-s-B-06959)
- Așezarea din secolul al IV-lea din punctul "Dealul Pad" (cod LMI CJ-I-s-A-06960)
- Așezarea din epoca Hallstatt din punctul "Apa Sărată" (cod LMI CJ-I-s-A-06961)
- Biserica Unitariană din 1808 (cod LMI CJ-II-m-B-07521)
- Biserica Ortodoxă de lemn "Sf. Nicolae" (cod LMI CJ-II-m-B-07522)

Până în anul 1876 satul a aparținut Scaunului Secuiesc al Arieșului.

## Lăcașuri de cult
- Biserica Ortodoxă Sf.Nicolae (1765).
- Biserica Unitariană (1808).
- Biserica Reformată-Calvină (1882).

## Obiective turistice
La marginea satului se găsește „Tăul Bădeni”, înconjurat de stuf, un refugiu ideal pentru numeroase păsări.

## Imagini

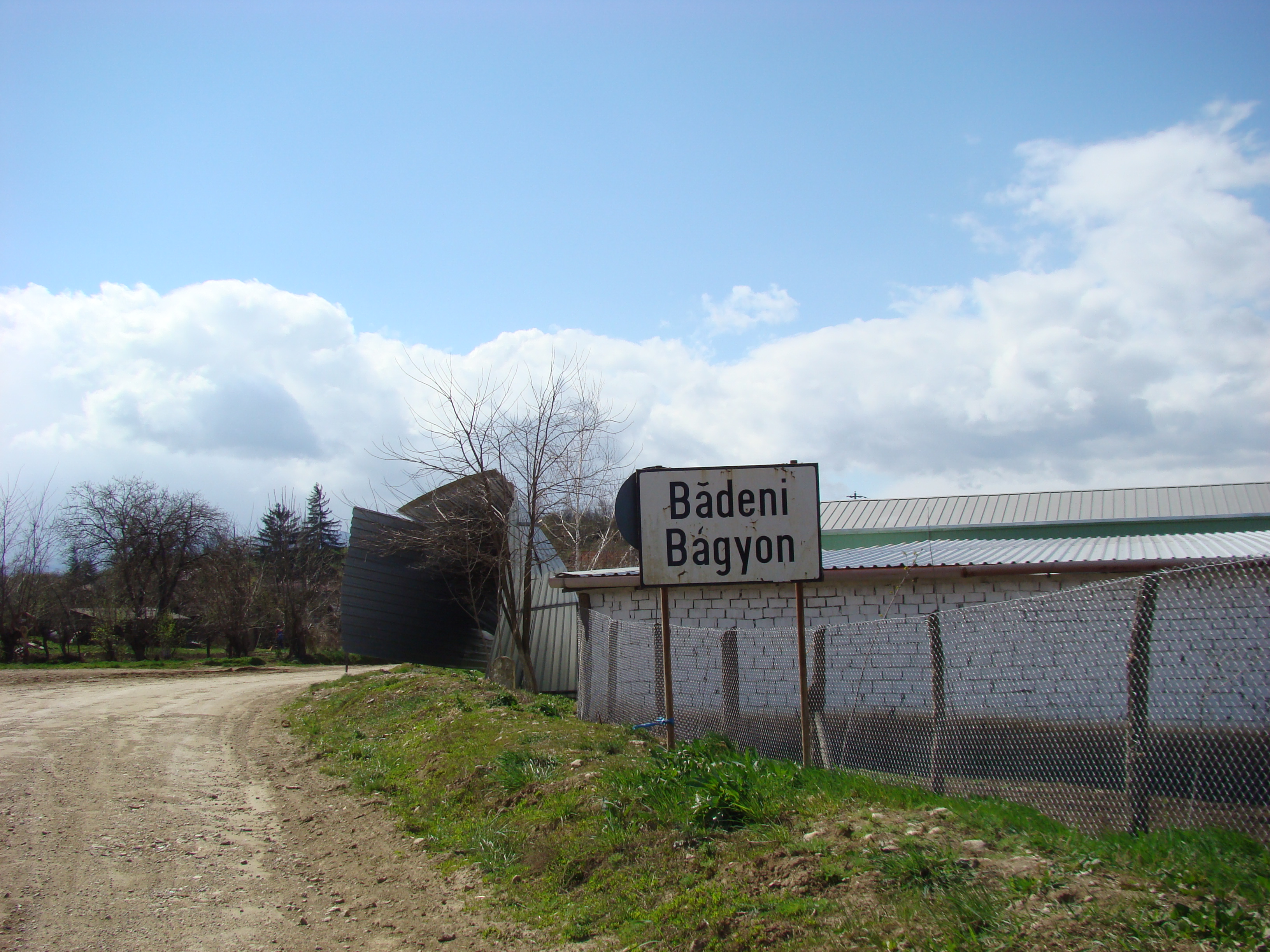
Intrarea în localitate
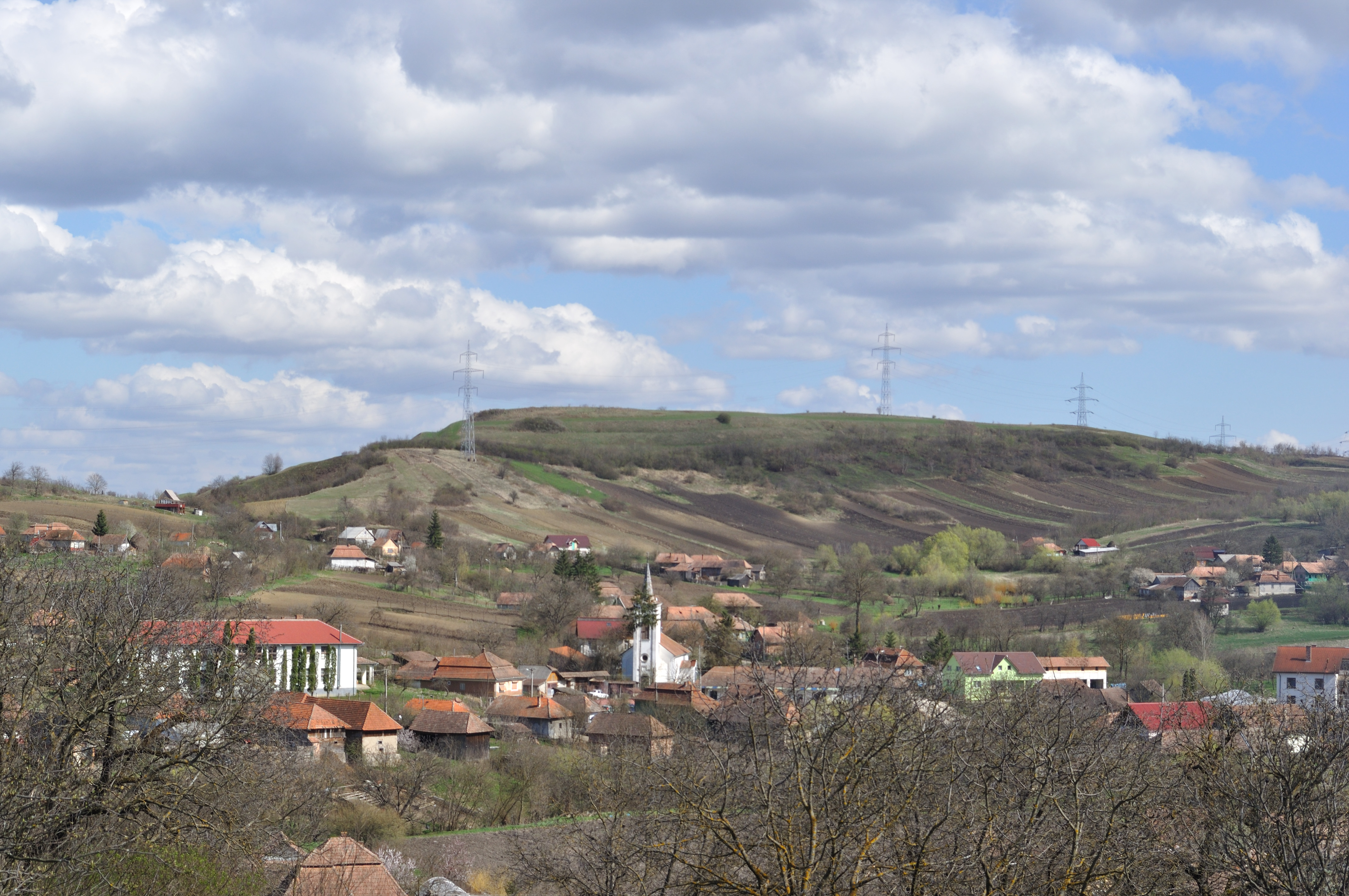
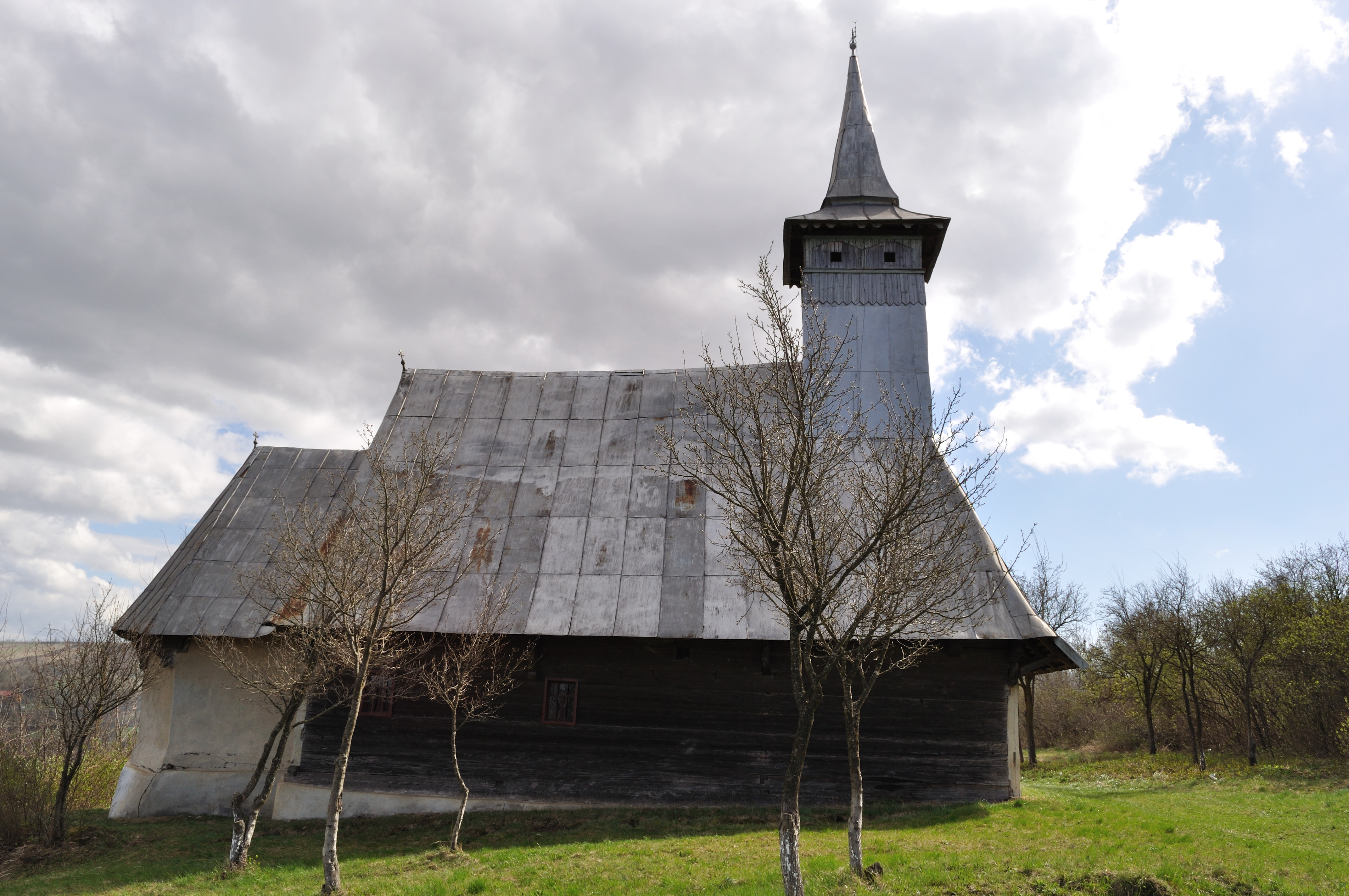
Biserica de lemn „Sfântul Nicolae” (monument istoric)
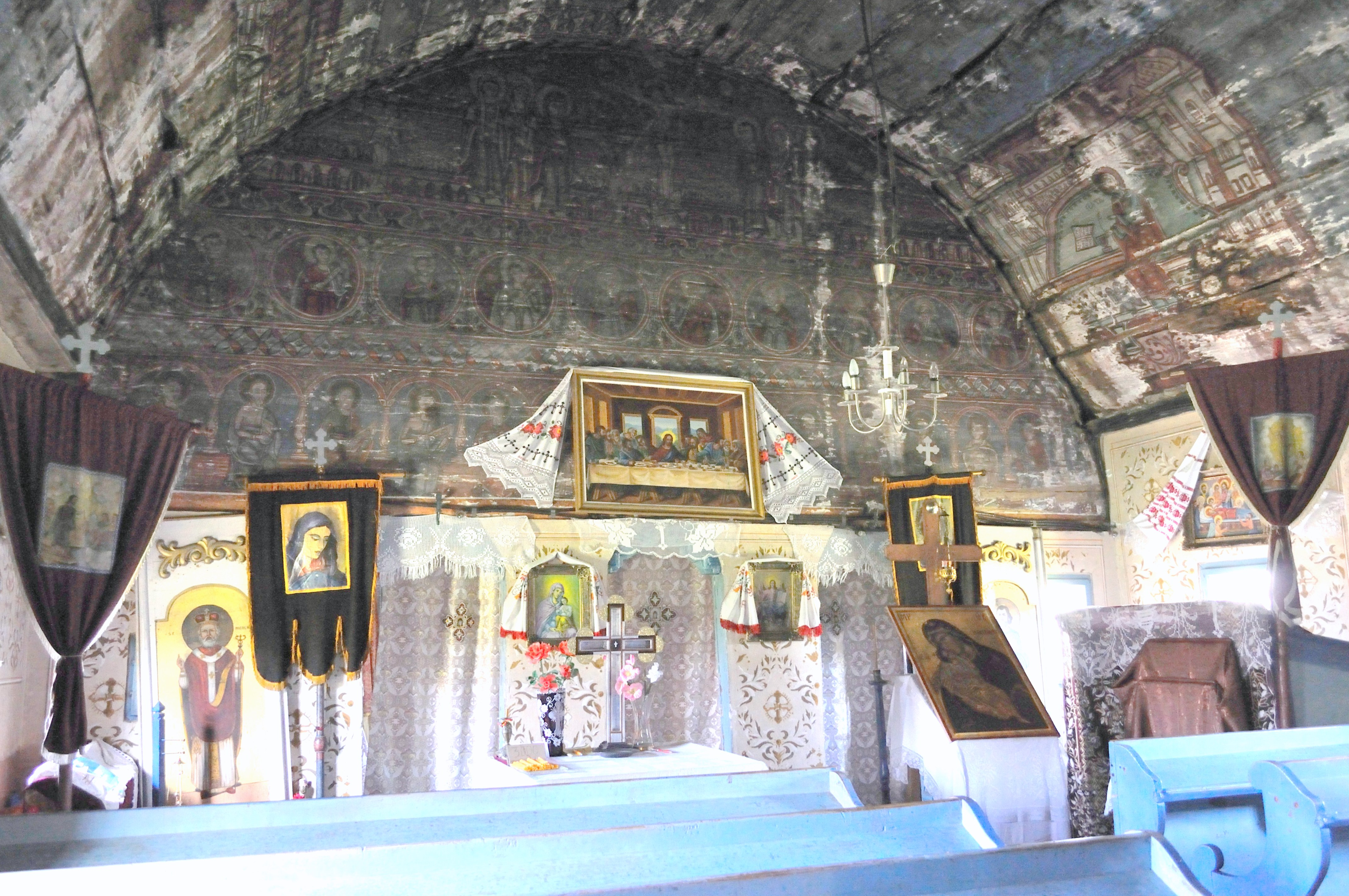
Interiorul navei
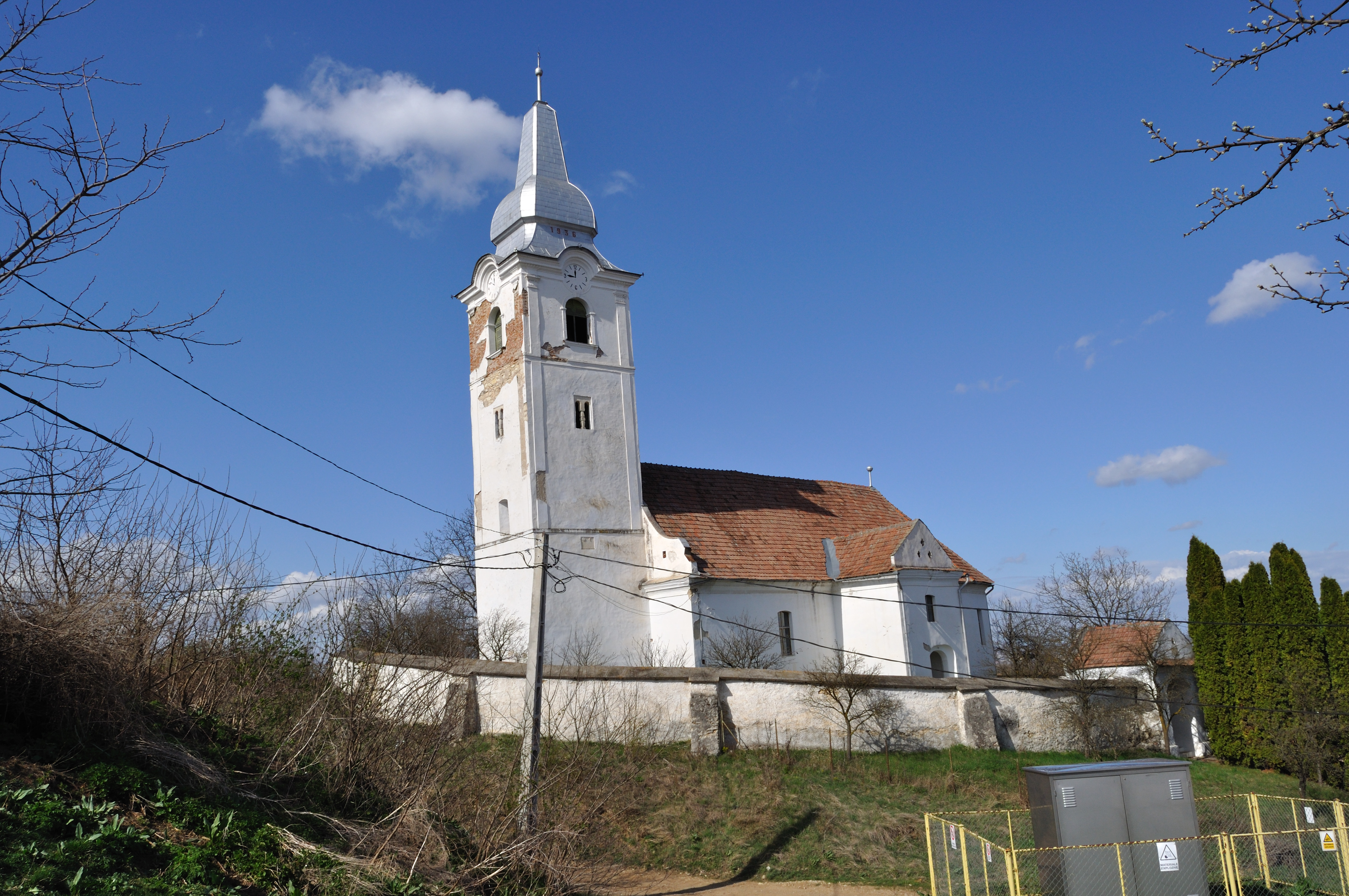
Biserica unitariană (monument istoric)
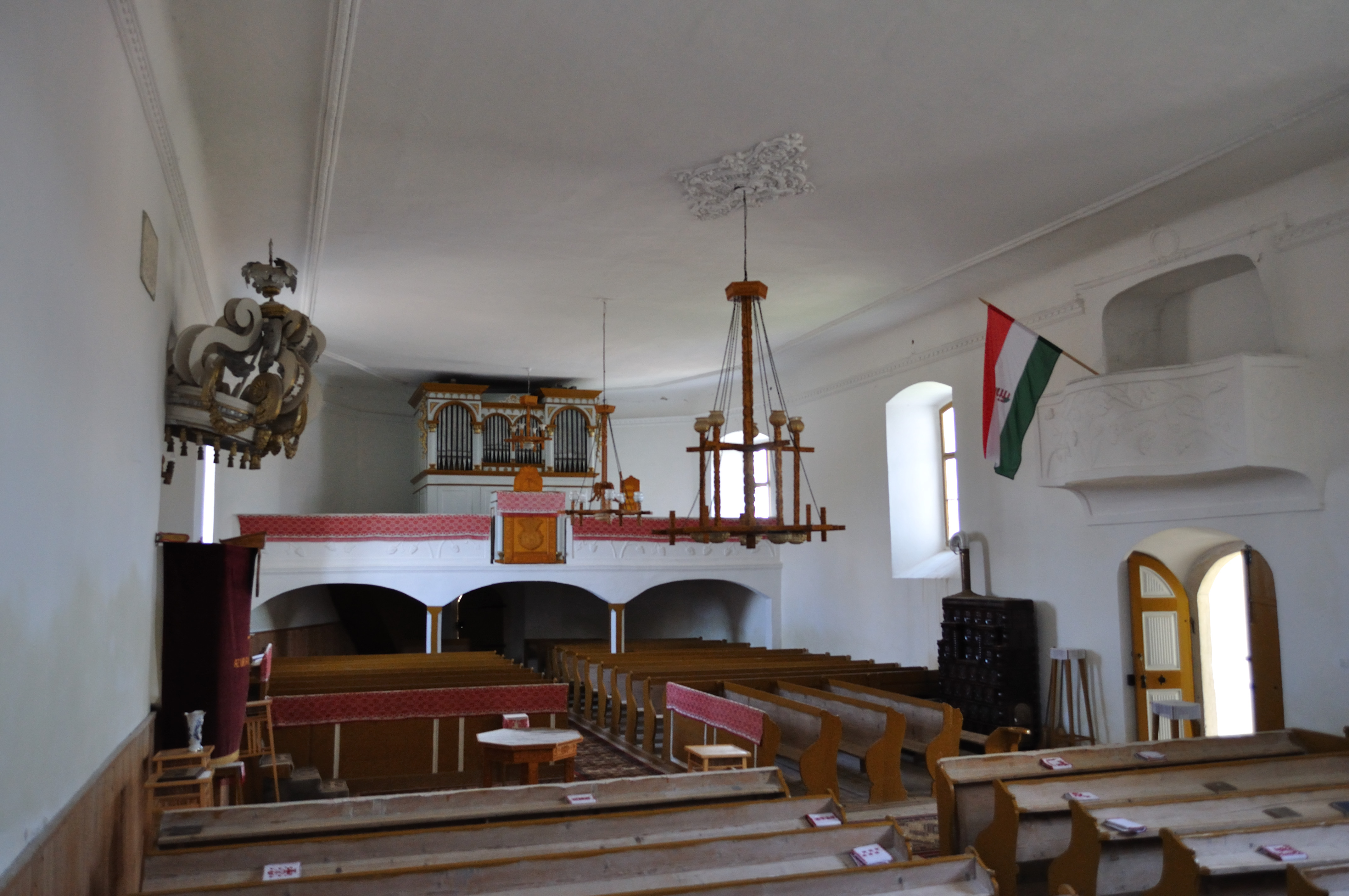
Interiorul navei